# (3978) Klepešta
(3978) Klepešta es un asteroide perteneciente al cinturón de asteroides, descubierto el 7 de noviembre de 1983 por Zdeňka Vávrová desde el Observatorio Kleť, České Budějovice, República Checa.

## Designación y nombre
Designado provisionalmente como 1983 VP1. Fue nombrado Klepešta en honor al astrónomo checo y experto en fotografía astronómica Josef Klepešta.